# 零陵路
零陵路是中華人民共和國上海市徐匯區一條東西走向道路，西起漕溪北路，東至茶陵路。全長2870米。道路是作為1950年代建設日暉新村時的配套工程而修建（一說修建於1920年代初）。最初名為小木橋路。1954年更名為資興路。1958年更名為零陵路，道路名稱來源自湖南省永州市零陵區。